# Hidrografia do Reino Unido

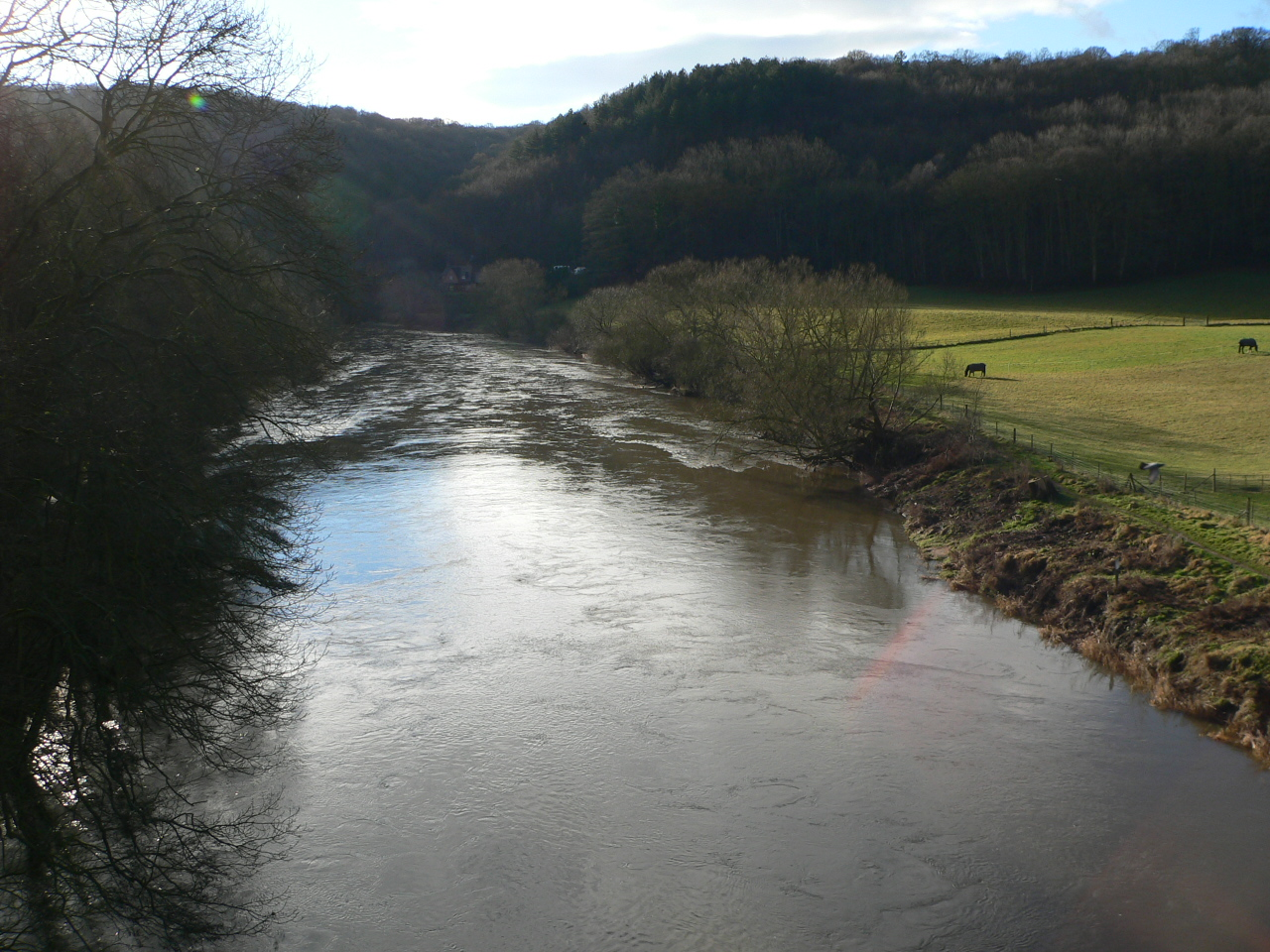
Rio Severn.

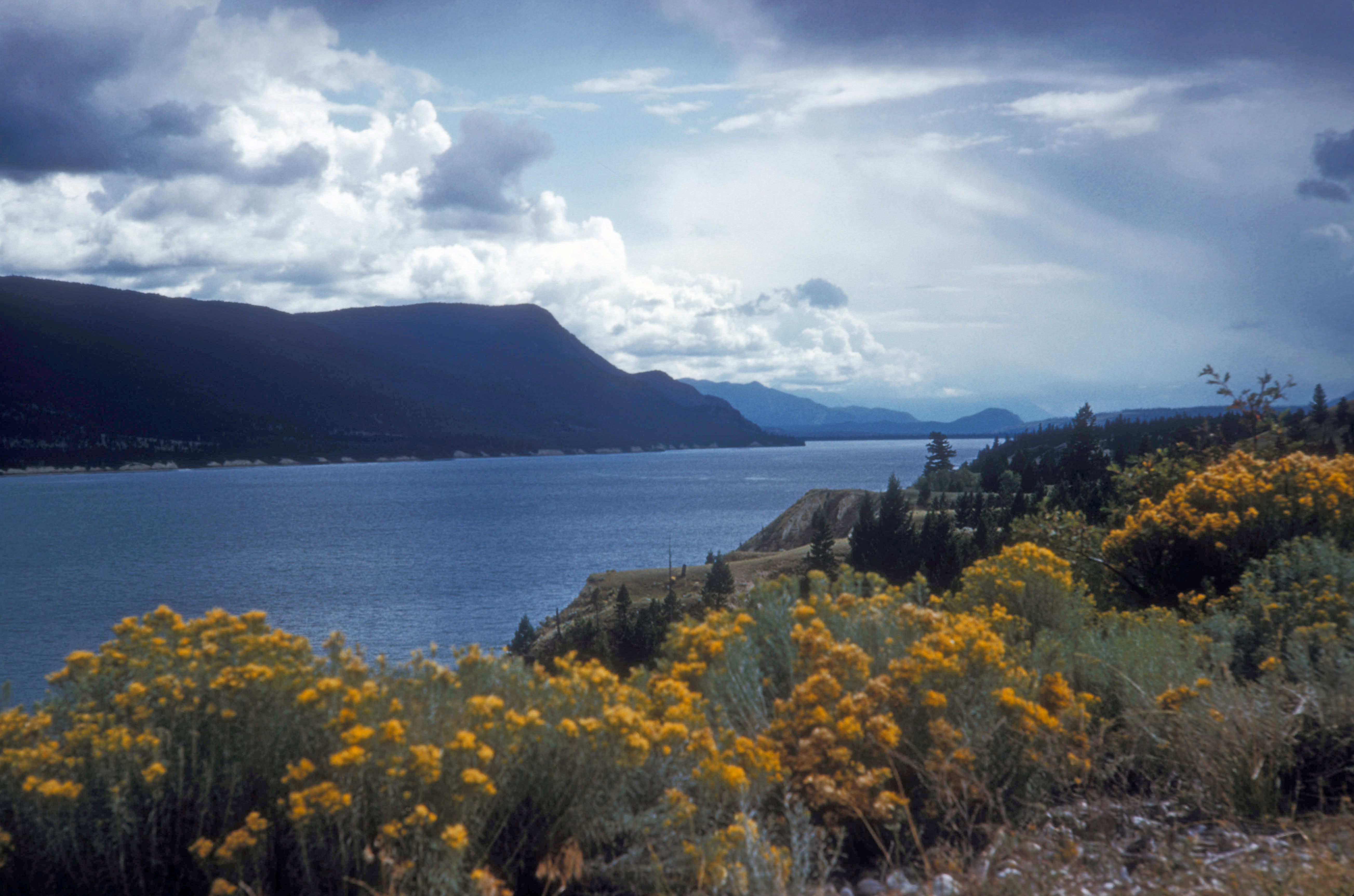
Lago Windermere.

A Hidrografia do Reino Unido é caracterizada por uma variedade de elementos aquáticos que desempenham um papel vital na geografia, na ecologia e na vida cotidiana das ilhas britânicas.

## Tipos principais
1. Rios Principais: O Reino Unido é atravessado por uma série de rios significativos, que desempenham papéis essenciais na distribuição de água, no transporte, na geração de energia e na ecologia. O Rio Tâmisa, o mais famoso, flui através de Londres e é um dos principais rios do país, historicamente vital para o comércio e a navegação. O Rio Severn é o mais longo do Reino Unido e atravessa a fronteira entre Inglaterra e País de Gales, enquanto o Rio Tay é o mais longo da Escócia, conhecido por suas paisagens espetaculares e habitats naturais diversificados.[3]
2. Lagos e Lagoas: Embora não haja grandes lagos naturais no Reino Unido, existem várias lagoas e lagos artificiais, muitos dos quais desempenham papéis importantes na conservação da água, recreação e turismo. O Lago Windermere, no Parque Nacional Lake District da Inglaterra, é o maior lago do país e um destino popular para atividades ao ar livre. O Lago Lomond, na Escócia, é outro destaque, oferecendo paisagens deslumbrantes e oportunidades para atividades aquáticas.[4]
3. Costas e Mares: Com uma extensa linha costeira, o Reino Unido possui uma grande variedade de habitats marinhos, incluindo falésias, praias, estuários e recifes. As Ilhas Britânicas são banhadas pelo Mar do Norte, Mar da Irlanda, Canal da Mancha e Oceano Atlântico, proporcionando uma rica diversidade de vida marinha e oportunidades para pesca, turismo costeiro e esportes aquáticos.[5]
4. Canais e Vias Navegáveis: O Reino Unido possui uma rede de canais históricos e modernos que desempenham um papel importante no transporte de mercadorias e turistas. O Canal de Manchester, o Canal de Birmingham e o Canal de Leeds-Liverpool são exemplos notáveis, oferecendo rotas pitorescas através de paisagens urbanas e rurais.[6]

A hidrografia do Reino Unido é uma parte essencial de sua identidade geográfica e desempenha um papel crucial na economia, na ecologia e na cultura do país. Dos majestosos rios aos deslumbrantes lagos e costas dramáticas, as águas do Reino Unido são uma fonte de beleza natural e vitalidade para seus habitantes e visitantes. Ao todo, estima-se que o Reino Unido inclua cerca de 1098 pequenas ilhas, algumas naturais e outras feitas pelo homem - os Cranoggs, feitas na antiguidade com pedra e madeira às quais se foram adicionando detritos naturais, com o tempo.